# 경주 왕룡사원 목조아미타여래좌상
경주 왕룡사원 목조아미타여래좌상(慶州 王龍寺院 木造阿彌陀如來坐像)은 대한민국 경상북도 경주시에 있는 조선시대의  불상이다. 2009년 4월 22일 대한민국의 보물 제1615호로 지정되었다.

## 개요
이 불상은 복장에서 발견된 「환성사미타삼존조성결원문(還城寺彌陁三尊造成結願文)」을 통해 1466년에 조성역사를 시작하여 1474년에 비로소 완성되었으며, 불상의 조성발원에는 왕실종친부 및 지방관료·양반·양민 등 수많은 사람들이 참여하였고, 불상의 제작은 양수(良手) 대선사(大禪師) 성료(性了)와 부양수(副良手) 선사(禪師) 혜정(惠正)에 의해서 이루어졌음을 알 수 있다.
이 불상은 무릎이 넓고 둔중한 것에 반해, 어깨는 상대적으로 좁고 허리는 길어져 전반적으로 늘씬한 비례를 보여준다. 특히 머리 폭이 좁고 끝이 뾰족한 팽이형의 머리와 고려후기 불상에 비해 양감이 줄어든 수척한 얼굴, 좁게 연 가슴, 왼쪽 어깨 부근의 칼날형태로 접은 주름, 왼쪽으로 치우쳐 표현된 Ω형 주름 등은 1458년에 조성된 영주 흑석사 목조아미타여래좌상(국보 제228호)의 양식계를 잇고 있고, 양쪽 무릎 앞에서 표현된 예리한 각을 이루며 활처럼 휘어진 주름과 무릎 위쪽에 형성된 돌출주름 등은 상원사 목조문수동자상(국보 제221호) 등 조선전기에 제작된 불상들에서 공통적으로 보이는 주름 표현이다.
이 불상은 「조성결원문」을 통해 불상의 제작연대는 물론 조성·봉안장소, 그리고 조각승을 비롯한 조성주체를 분명히 알 수 있는 조선 초기 불상의 기준자료이며, 특히 이 불상은 전통불상의 토대 하에 조선 초 새롭게 유입된 외래양식을 적절하게 수용하여 만든 불상계통으로 모든 면에서 국보 제228호 흑석사 목조아미타여래좌상과 비교되는 수준 높은 작품으로 평가되며, 확실한 제작연대를 가진 조선초기의 몇 안 되는 작품 중 하나로 조선초기 조각양식의 성립과 흐름을 이해하는 데 더없이 좋은 자료이다.

## 참고 자료
- 경주 왕룡사원 목조아미타여래좌상 - 국가유산청 국가유산포털